# گون‌پاپاق
گون‌پاپاق روستایی است که در استان اردبیل، شهرستان بیله‌سوار، بخش مرکزی، دهستان گوگ‌تپه قرار دارد.

## جمعیت
بر اساس سرشماری سال ۱۳۸۵ جمعیت این روستا ۵۹۱ نفر با ۱۲۶ خانوار بوده‌است.